# Hot 'N Cold
Hot n Cold este o melodie a cântăreței americane Katy Perry. Piesa a fost scrisă de Perry, Dr.Luke și Max Martin și produsă de Luke și Benny Blanco pentru al doilea album de studio, One of the Boys (2008), și a fost lansată ca al doilea single al albumului pe 9 septembrie 2008. The versurile abordează o relație romantică instabilă cauzată de schimbările de dispoziție ale unui partener. Piesa a ajuns pe locul trei pe Billboard Hot 100, devenind al doilea single consecutiv în top cinci al lui Perry, după I Kissed a Girl . De asemenea, a devenit al doilea top cinci single al lui Perry în Regatul Unit, Australia, Irlanda și Noua Zeelandă și a ocupat locul întâi în topurile din Finlanda, Germania, Canada, Norvegia, Spania și Danemarca, printre altele. Până în prezent, „Hot n Cold” a vândut peste 5,8 milioane de exemplare în SUA, făcându-l unul dintre cele mai vândute single-uri ale lui Perry din țară.